# 7247 Robertstirling
A 7247 Robertstirling (ideiglenes jelölés 1991 TD1) egy kisbolygó a Naprendszerben. Robert H. McNaught fedezte fel 1991. október 12-én.